# Богдинсько-Баскунчацький заказник
Богди́нсько-Баскунча́цький державний природний заказник (рос. Богдинско-Баскунчакский государственный природный заказник) — Російський природний заказник комплексного профілю, розташований на території Астраханської області Південного федерального округу.

## Географія
Заказник розташований на території Ахтубінського району Астраханської області безпосередньо межуючи із Богдинсько-Баскунчацьким заповідником, так як останній був створений із його частини. В районі відомо близько 20 печер, найбільша з яких сягає 1,5 км у довжину, різноманіття осадових порід та мінералів, палеонтологічні залишки. Особливості ландшафту визначили флору та фауну, яка різко відрізняється від сусідніх напівпустельних комплексів більшим різноманіттям видів та угрупувань.
Резерват має регіональне значення та ландшафтний, тобто комплексний, профіль. Площа заказника становить 32801,3 га або 35222 га.

## Історія
Видобуток солі на озері Баскунчак ведеться з першої половини 18 століття. Саме від того часу відбувається інтенсивний антропогенний вплив на природу регіону. Щоби захистити природу озера була створена Баскунчацька санітарно-захисна зона Баскунчацького родовища, яка стала першою територіальною формою охорони природи в регіоні. Ця зона була затверджена Владимирським райвиконкомом Нижньо-Волзького краю від 11 лютого 1931 року. Площа санітарно-охоронної зони, що обмежувала озеро по всьому периметру смугою шириною приблизно 2,5-5 км, становила 32683,2 га. Рішенням Астраханського облвиконкому від 19 квітня 1979 року № 254 гора Велике Богдо була оголошена геологічною пам'яткою природи обласного значення площею 1470 га. Навколо гори була виділена охоронна зона шириною 100 м. 1983 року захисні лісосмуги Богдинської науково-дослідної агролісомеліоративної дослідницької станції, яка була створена 1924 року і розташовувалась за 8 км на південь від озера, були оголошені рішенням Астраханського облвиконкому ботанічною пам'яткою природи обласного значення. Площа нової охоронної території «Зелений сад» становила 220,7 га. 1985 року геологічною пам'яткою природи обласного значення було оголошене карстове поле в урочищі Шарбулак біля південного краю озера Баскунчак. Площа цієї території склала 730 га. Постановою голови адміністрації Астраханської області від 25 листопада 1993 року № 196 всі три пам'ятки природи та санітарно-охоронна зона навколо озера увійшли до складу новоствореного Богдинсько-Баскунчацького заказника. Площа заказника склала 57000 га. Постановою Уряду Російської Федерації від 18 листопада 1997 року № 1445 на частині території заказника площею 18478 га був утворений Богдинсько-Баскунчацький державний природний заповідник.

## Біоценоз

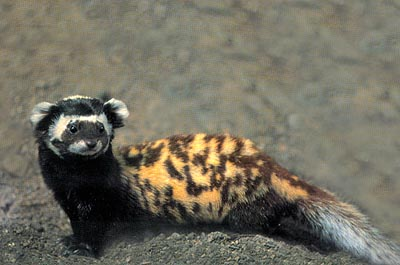
Перегузня звичайна

Богдинсько-Баскунчацький заказник має велике екологічне, наукове, генетичне та рекреаційне значення як унікальний ландшафт, середовище існування угрупувань диких рослин та тварин, місце збереження їхнього генофонду. Фауна представлена низкою видів, серед яких найціннішим є реліктовий ссавець сайгак. Район представляє велику цінність як біотип перегузні, занесеної до Червоної книги Російської Федерації, і яка знаходиться під загрозою зникнення.

## Екологія
Через значний антропогенний вплив на природу заказника, відбувається безповоротне знищення певних об'єктів. Так, на момент вивчення регіону 1992–1993 років, ще до створення самого заказника, мало місце втрата гори Куба-Тау, аналога гори Велике Богдо, але менших розмірів.
В безпосередній близькості до заказника знаходяться виробничі підприємства Баскунчацького промислового регіону, в основному німецької компанії «Knauf», яка займається видобутком та переробкою гіпсу на місцевому родовищі. З 1998 року між компанією та керівництвом Астраханської області діє домовленість про співпрацю. Тому при розширенні видобутку гіпсу на ділянку Кошара-Тургай, яка знаходиться вже на території заказника, віце-губернатор області Костянтин Маркелов пообіцяв німецьким інвесторам допомогти у вирішення нової проблеми. Таким чином постає небезпека охорони території заказника та дії, що протирічать законодавству. Геологорозвідувальні пошуки, розробка корисних копалин та вибухові роботи завдадуть значної шкоди природним комплексам.